# Ambassis agassizii
Ambassis agassizii o ambassis muelleri és una espècie de peix pertanyent a la família dels ambàssids.

## Descripció
- Fa 7,5 cm de llargària màxima.[4][5]

## Reproducció
Els ous, demersals, són dipositats i fertilitzats entre la vegetació. Les larves es desclouen 24 hores després de la posta.

## Alimentació
Menja petits crustacis.

## Hàbitat
És un peix d'aigua dolça, bentopelàgic, potamòdrom i de clima subtropical (33°S-35°S) que viu entre m de fondària.

## Distribució geogràfica
És un endemisme de l'est d'Austràlia (el golf de Carpentària, el mar de Timor, Queensland, l'oest de Nova Gal·les del Sud, Victòria i Austràlia Meridional).

## Observacions
És inofensiu per als humans.